# Die Schmiere

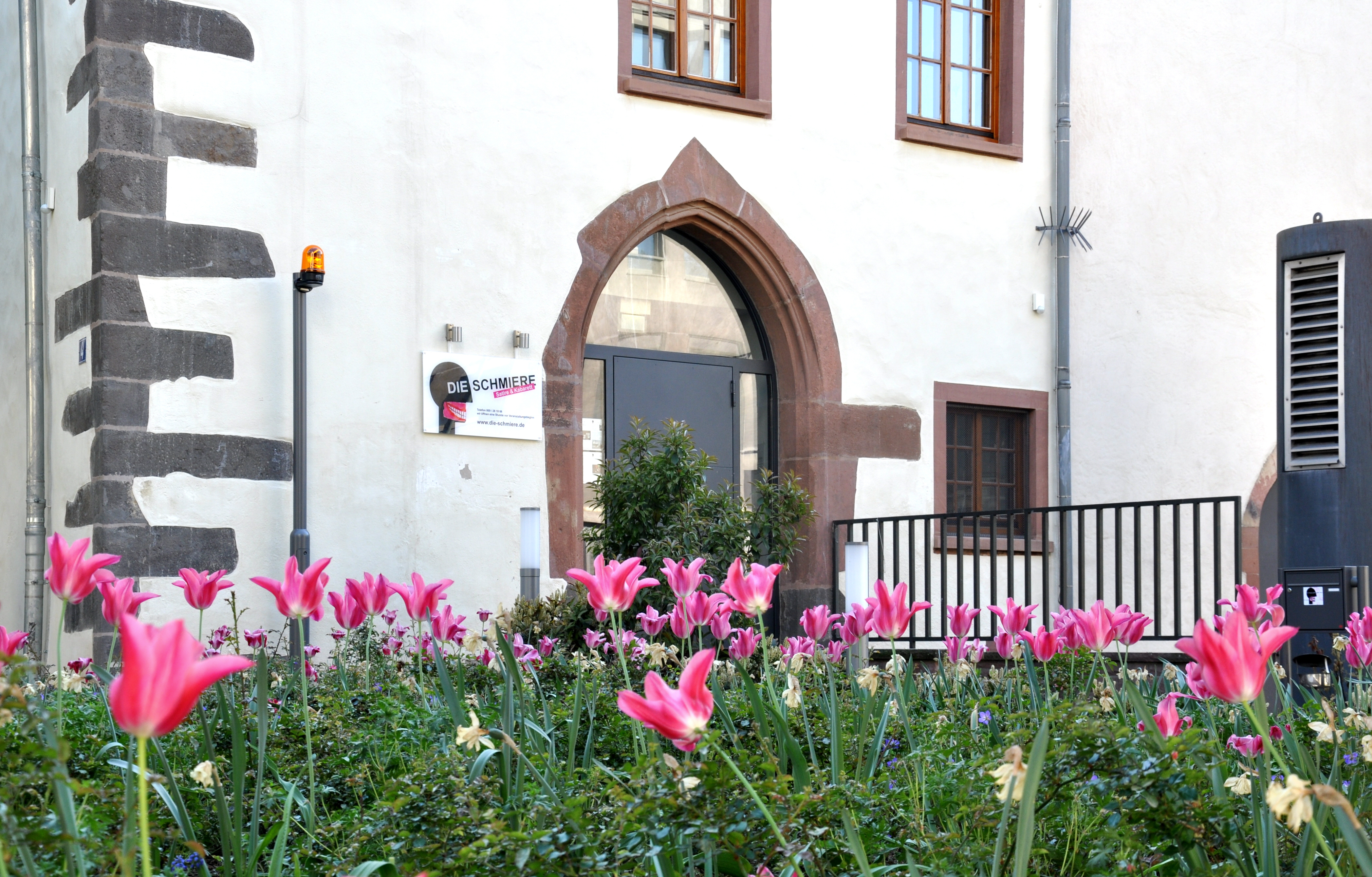
Eingang zum Kabarett Die Schmiere, 2011

Das Kabarett Die Schmiere wurde 1950 von Rudolf Rolfs gegründet und ist eines der ältesten Privattheater in Frankfurt am Main. Das Theater bezeichnet sich selbst als „Das schlechteste Theater der Welt“; auch der Name „Schmiere“ ist ein abwertender Begriff für schlechtes Theater, ein sogenanntes Schmierentheater.
Bis 1990 leitete Rolfs das Theater und schrieb die Programme. Unterstützt von seinem langjährigen Partner Reno Nonsens trat er selbst als Hauptdarsteller auf. 1990 verabschiedeten sich die beiden mit dem Programm „Rolfs und Nonsens räumen das Lager“ von der Bühne. Seitdem wird Die Schmiere von Rolfs’ Tochter Effi B. Rolfs, Klaus Teßnow (bis zu seinem Tod im März 2011) und Matthias Stich betrieben.
Das „satirische Theater“ spielt an rund 200 Abenden im Jahr auf eigener Bühne im Keller des Frankfurter Karmeliterklosters und veranstaltet Gastspielreisen. Die Schmiere ist eines der wenigen Repertoire-Kabaretts mit eigenem Ensemble. Auf der Bühne sind im Regelfall 3–4 Darsteller, insgesamt sind momentan 8 Leute im Schmiere-Ensemble. Daneben werden aber auch immer wieder Gastkünstler eingeladen.